# Kalejczyce
Kalejczyce – niestandaryzowana kolonia wsi Śnieżki w Polsce położona w województwie podlaskim, w powiecie bielskim, w gminie Boćki.
W latach 1975–1998 miejscowość administracyjnie należała do województwa białostockiego.
Według Powszechnego Spisu Ludności z 1921 roku folwark zamieszkiwały 72 osoby, wśród których 13 było wyznania rzymskokatolickiego, 44 prawosławnego, 1 ewangelickiego, a 14 mojżeszowego. Jednocześnie 14 mieszkańców zadeklarowało polską przynależność narodową, 44 białoruską, a 14 żydowską. Było tu 5 budynków mieszkalnych.